# Шокін Олександр Іванович
Олександр Іванович Шокін (28 жовтня 1909, місто Москва, тепер Російська Федерація — 31 січня 1988, місто Москва) — радянський державний діяч, голова Державного комітету Ради міністрів СРСР з електронної техніки, міністр електронної промисловості СРСР. Кандидат у члени ЦК КПРС у 1961—1966 роках. Член ЦК КПРС у 1966—1986 роках. Депутат Верховної Ради СРСР 6—11-го скликань. Двічі Герой Соціалістичної Праці (17.02.1975, 26.10.1979).

## Життєпис
Народився в родині підпрапорщика 6-го гренадерського Таврійського полку російської імператорської армії.
Навчався в Московській гімназії, потім у 2-му Московському промислово-економічному технікумі імені Плеханова, який закінчив в 1927 році. У 1923 році вступив до комсомолу. У 1927 році вступив до Вищого військово-морського інженерного училища імені Дзержинського, але до початку занять захворів і був відрахований за станом здоров'я.
З жовтня 1927 року працював слюсарем в авторемонтної майстерні ПромВТУ — заводі-ВТУЗі при Вищому механіко-машинобудівному училищі імені Баумана. У травні 1930 року вступив на денне відділення МВТУ імені Баумана, в 1932 році через важке матеріальне становище родини перевівся на вечірнє відділення МВТУ і влаштувався на Московський завод точної електромеханіки Наркомату важкої промисловості СРСР.
У 1932—1938 роках — наладчик, конструктор, майстер, начальник цеху, провідний інженер, начальник проєктно-конструкторського бюро по морських і сухопутних приладах управління зенітним артилерійським вогнем (з 1937 року) Московського заводу точної електромеханіки (з 1936 року — заводу № 205).
У 1934 закінчив Московський механіко-машинобудівний інститут імені Баумана (МВТУ) за спеціальністю «обробка металів різанням».
Наприкінці 1934 — початку 1935 року перебував у службовому відрядженні в США на фірмі «Сперрі».
Член ВКП(б) з 1936 року.
У травні 1938 — січні 1939 року — заступник начальника та головний інженер Головного управління промисловості військових приладів і телемеханіки Народного комісаріату оборонної промисловості СРСР. З січня 1939 по 1943 рік — головний інженер 8-го, а потім 4-го Головного управління Народного комісаріату суднобудівної промисловості СРСР. На цих постах керував розробкою систем управління стрільбою артилерії головного калібру крейсерів, зенітного калібру есмінців і сторожових кораблів, берегової артилерії.
У червні 1941 року призначений особливим уповноваженим народного комісара суднобудівної промисловості СРСР із виготовлення боєприпасів на московських заводах №№ 205, 251, 252 і 192 і в НДІ-10, потім організовував їх евакуацію. З жовтня по грудень 1941 року — в евакуації в місті Петропавловську (Казахська РСР) і Сталінську-Кузнецькому (нині Кемеровська область), потім повернувся до Москви.
З липня 1943 по липень 1946 року — начальник промислового відділу Ради з радіолокації при Державному Комітеті Оборони СРСР. У липні 1945 — травні 1946 року перебував у відрядженні в окупованій Німеччині, займався роботою із вивчення, освоєння та вивезення трофейної радіолокаційної техніки.
10 липня 1946 — жовтень 1949 року — заступник голови Комітету № 3 при Раді міністрів СРСР («комітет із радіолокації»), курирував розробку і проєктування морської, авіаційної та артилерійської радіолокаційної техніки.
З жовтня 1949 по березень 1953 року — заступник міністра промисловості засобів зв'язку СРСР із спеціальної техніки.
З 16 квітня 1953 по 21 січня 1954 року — начальник 4-го спецвідділу Міністерства електростанцій і електропромисловості СРСР.
З 21 січня 1954 по 1955 рік — заступник міністра, в 1955—1957 рік — 1-й заступник міністра радіотехнічної промисловості СРСР.
У листопаді 1957 — березні 1961 року — заступник, 1-й заступник (з 1958 року) голови Державного комітету Ради міністрів СРСР із радіоелектроніки.
17 березня 1961 — березень 1963 року — голова Державного комітету Ради міністрів СРСР з електронної техніки — міністр СРСР. У березні 1963 — 2 березня 1965 року — голова Державного комітету з електронної техніки СРСР при Вищій Раді народного господарства СРСР — міністр СРСР.
2 березня 1965 — 18 листопада 1985 року — міністр електронної промисловості СРСР.
За видатні заслуги у виконанні спеціальних завдань уряду СРСР, Указом Президії Верховної Ради СРСР від 17 лютого 1975 року Шокіну Олександру Івановичу присвоєно звання Героя Соціалістичної Праці з врученням ордена Леніна і золотої медалі «Серп і Молот».
За видатні заслуги в розвитку електронної промисловості і в зв'язку з сімдесятиріччя з дня народження, Указом Президії Верховної Ради СРСР від 26 жовтня 1979 року Шокіну Олександру Івановичу вдруге присвоєно звання Героя Соціалістичної Праці з врученням ордена Леніна і другою золотою медаллю «Серп і Молот».
З листопада 1985 року — персональний пенсіонер союзного значення в Москві.
Помер 31 січня 1988 року. Похований в Москві на Новодівочому цвинтарі (ділянка № 1).

## Звання
- інженер-капітан 1-го рангу (1945)

## Нагороди
- двічі Герой Соціалістичної Праці (17.02.1975, 26.10.1979)
- сім орденів Леніна (29.03.1939, 17.06.1961, 29.07.1966, 08.10.1969, 25.10.1971, 17.02.1975, 26.10.1979)
- орден Жовтневої Революції (26.10.1984)
- орден Трудового Червоного Прапора (20.04.1956)
- два ордени Червоної Зірки (2.08.1943, 10.04.1945)
- медалі
- Сталінська премія І ст. (1952) — за працю в області техніки
- Сталінська премія (1953)
- Ленінська премія (1984)
- Почесний радист СРСР (1946)